# Karel Myslikovjan
Karel Myslikovjan (27. ledna 1911 Pstruží – 9. října 1961 Frýdlant nad Ostravicí) byl český malíř, krajinář.

## Životopis
Narodil se ve Pstruží u Frýdlantu nad Ostravicí. Jeho rodiče vlastnili malé nebohaté hospodářství, kde vyrůstal s pěti sourozenci. Od útlého mládí tíhnul k umění a to především k malbě. Vyučil se malířem smaltovaného nádobí v továrně ve Frýdlantu nad Ostravicí, kde ve svých 25 letech zastával funkci vedoucího malírny. Svou práci v továrně měl rád, ovšem jeho hlavním životním zájmem bylo výtvarné umění, a proto nejprve studoval odbornou literaturu. V letech 1932 až 1933 navštěvoval kurz krajinářství v tehdejší Vyšší Masarykově škole lidové v Ostravě. Velký osobní přínos měla jeho soukromá studia u přátel v Praze, kde se seznámil i s moderním uměním. Stálým rádcem mu byl malíř a grafik Petr Tučný. V roce 1937 podnikl cestu za poznáním francouzského a belgického uměním. V letech 1939 až 1940 pokračoval kurzem u profesora Otty Schüllera ve Frýdlantě nad Ostravicí. Během okupace se stal vedoucím smaltovny. Záhy byl zařazen do válečné výroby. Po roce 1945 se vrátil k funkci vedoucího, avšak správou závodu byl postaven na místo chemika při výrobě barevných smaltů.
V roce 1946, jako host, studoval krajinářství na Akademii výtvarných umění u prof. Otakara Nejedlého. V 50. letech 20. století maloval pro výstavy a pro své přátele. Jeho učitelem a rádcem tehdy byl grafik a malíř Ferdiš Duša. Od roku 1950 byl členem Svazu výtvarných umělců československých, kde také v ostravské pobočce působil a vystavoval. Mimo výstav v ÚRO a v ostravském Domě umění, prezentoval své práce společně s místními malíři ve Frýdku, Frýdlantu, Frenštátě a Ostravici. Členem SČSVU byl až do roku 1956, kdy byl zasažen těžkou nemocí srdce.
Na přelomu 50. a 60. let jej nemoc prakticky paralyzovala. Přesto se snažil stále malovat. V roce 1961 byl už jeho zdravotní stav kritický. Protože trpěl velkými bolestmi a nemohl vycházet do přírody, maloval doma. V říjnu téhož roku zemřel.
Maloval především beskydskou krajinu okolo Lysé hory, květiny, zátiší a figury. Jeho nejoblíbenější technikou byl olej, přesto pracoval s akvarelem, pastelem i temperou.
„Umění je přece jen krásná práce, ale tak těžká, že snad nikdo to nepochopí, kolik si vyžaduje přemýšlení a cvičení, aby byl člověk aspoň trochu spokojen“, Karel Myslikovjan.

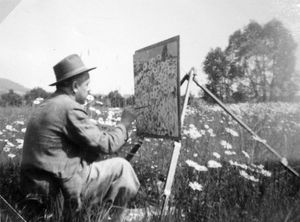
kopretiny
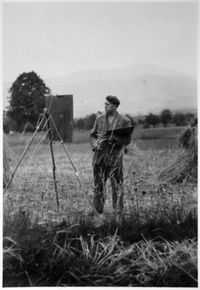
v přírodě